# 송기홍 (법조인)
송기홍(宋基弘, 1942년 ~)은 대한민국의 제34대 춘천지방법원장과 제26대 서울가정법원장 등을 역임한 법조인이다.

## 생애
1942년 일본 오사카에서 태어났고, 해방이 되자 경상남도 진주시에 와서 자랐다. 송기홍은 진주시에서 중학교를 마치고 상경하여 경기고등학교와 서울대학교 법학과를 졸업하였다. 제13회 사법시험에 합격해 부산지방법원, 수원지방법원, 서울지방법원 남부지원, 대구고등법원, 서울고등법원 등에서 판사로 재직했다. 법원도서관장을 지내고, 춘천지방법원, 서울가정법원에서 법원장을 역임했다.
32년동안 판사 생활에 대해 송기홍은 "재미도 별로 없었고,별게 아니더라고요. 다시 태어나면 스님이 되고 싶다"고 하면서 "음악은 자유를 찾아가는 여행입니다."고 말했다. 송기홍은 서울대학교 법학과에 다닐 때 축제에서 법대생으로는 처음으로 바이올린 솔로를 연주할 정도로 음악을 좋아했으며 송기홍의 배우자는 피아니스트로 활동했다. 두 딸도 피아노와 바이올린을 전공했다.

## 주요 판결
- 서울형사지방법원 항소3부 배석 판사로 재직하던 1974년 10월 31일에  이호철, 장병희 등 문인 5명이 연루된 문인 간첩단 사건에서 원심을 깨고 이호철에게 징역1년6월 자격정지2년 집행유예3년, 장병희에게 징역1년 자격정지1년 집행유예2년을 선고했다.[3]
- 부산지방법원 제8민사부 재판장으로 재직하던 1988년 6월 1일에 자신이 경영하던 찻집 안방에서 방범대원이 피살된 사건에 연루되어 1심에서 징역12년을 선고받았으나 2,3심에서 무죄를 선고받은 피고인이 "경찰의 가혹행위에 의해 범인이라고 자백했다"며 일가족 4명이 국가를 상대로 3900만원의 손해배상 청구소송에서 "국가는 원고에게 800만원의 위자료를 지급하라"고 했다.[4]
- 부산지방법원 형사3부 재판장으로 재직하던 1989년 12월 20일에 700원을 훔쳐 구속된 25살 피고인에게 2년 이상 20년 이하의 징역에 처하는 특가법 상습 절도를 적용하여 징역1년6월을 선고했다.[5]
- 서울지방법원 남부지원 합의1부 재판장으로 재직하던 1991년 4월 2일에 주부를 성폭행한 피고인이 피해자의 고소 취소에도 불구하고 1991년 1월 1일 신설된 특가법 특수강간죄를 적용하여 징역2년6월을 선고하면서 현장에서 망을 본 피고인에게 징역2년6월 집행유예3년을 선고했다. 합의하여 고소간 취소된 성폭행범에 대해 실형이 선고된 첫번째 사건이다.[6] 8월 27일에 중학생을 조사하는 과정에서 폭언하고 멱살을 잡는 등 공포 분위기를 조성해 정신질환에 빠트린 경찰관에게 "위법한 수사 관행에 법원의 엄단 의지를 보이기 위해 유죄를 선고한다"며 특가법 독직폭행을 적용하여 징역1년 집행유예2년을 선고했다.[7]
- 서울형사지방법원 항소1부 재판장으로 재직하던 1992년 9월 9일에 허위 감정으로 구속된 국립과학수사연구소 문서분석실장이었던 피고인 김형영에게 징역1년6월 집행유예3년을 선고하면서 피고인에게 돈을 준 건설업자에게 징역10월 집행유예2년 등 관련자 4명 모두 집행유예를 선고했다.[8] 1993년 12월 6일에 음란 문서 제조 등으로 구속되어 1심에서 징역8월 집행유예2년을 선고받은 마광수에게 "기존의 감정이 소설의 예술성을 강조하는 쪽에 치우쳤다"며 "문학성이 아닌 법적인 음란성을 판단하기 위해 다시 감정하기로 했다.[9]
- 대구고등법원 형사부 재판장으로 재직하던 1994년 4월 20일에 강도 살인죄로 1심에서 사형을 선고받은 피고인에게 "범행 현장에서 발견된 메모지의 필적이 피고인의 것이라고 단정하기 어렵고 노동에 종사해 일정한 수입이 있은 점으로 미루어 사람을 살해하면서 강도 범행을 할 특별한 이유를 찾기 어렵다"며 강도 살인에 대해 무죄라고 하면서 도주 미수만을 적용하여 징역10월을 선고했다.[10]
- 서울고등법원 형사4부 재판장으로 재직하던 1998년 11월 4일에 개인휴대통신(PCS) 사업자 선정 비리로 구속되어 1심에서 징역2년6월을 선고받은 정보통신부 차관 정홍식에게 특가법 뇌물죄를 적용하여 징역2년6월 집행유예4년 추징금 4300만원을 선고하면서 1심에서 징역2~1년,이 선고된 정보통신부 정보화기획실장 이성해에게 징역2년 집행유예3년 추징금 2500만원, 우정국장 서영길에게 징역1년6월 집행유예2년 추징금 2400만원을 선고했다.[11] 1999년 5월 8일에 특가법 뇌물죄로 구속되어 1심에서 징역2년6월을 선고받은 서울우유협동조합 전 조합장과 조합장에게 업무 청탁과 함께 3500만원을 건넨 서울우유아이스크림 대표에게 "법률상 공무원으로 볼 수 있지만 범죄 성립 및 처벌은 행위 당시 법률에 따른다는 원칙에 따라 1993년 10월~ 1994년 4월에 주고받은 피고인들에게 특가법 뇌물죄를 적용할 수 없다"며 무죄를 선고했다.[12] 6월 9일에 재산을 해외로 빼돌려 도박자금 등으로 써서 1심에서 징역3년이 선고된 슬롯머신 대부 정덕진에게 특경가법 재산국외도피죄를 적용해 징역1년6월 추징금 37억 1540만원을 선고했다.[13] 7월 30일에 음주운전 당시의 알코올 농도를 역추산하는 위드마크 공식에 대해 "이 공식의 전제는 피실험자가 시간 간격을 두지 않고 일시에 술을 마시는 것"이라며 "다른 음식물을 함께 먹는 일반적인 음주 습관에선음식물이 알코올을 흡수하는데 상당한 영향을 끼치며 시간당 알코올 분해량이 사람마다 4배 가까이 차이난다는 점을 고려하면"이를 근거로 유죄의 증거로 삼을 수 없다"며 원심을 깨고 무죄를 선고했다.[14]